# لئوناردو جوردانی
لئوناردو جوردانی (ایتالیایی: Leonardo Giordani؛ زادهٔ ۲۷ مهٔ ۱۹۷۷) دوچرخه‌سوار اهل ایتالیا است. وی در مسابقات جیرو دیتالیا شرکت کرده است.